# Sugar kiss 〜テーマソングコレクション〜
『Sugar kiss 〜テーマソングコレクション〜』（シュガー・キス テーマソングコレクション）は、日本の元歌手、佐藤ひろ美（佐藤裕美名義）の2枚目のアルバムである。2003年1月22日にキングレコードより発売された。販売元はキングレコード。

## 概要
- 前作『佐藤裕美 ゲームテーマソングコレクション〜Looking for sign〜』以来、約1年振りとなる2作目の主題歌コンピレーションアルバム。初めてゲームソングだけでなく、OVAの主題歌も収録されている。

## 批評
音楽出版社の音楽雑誌『CDジャーナル』は、「どれもポップで爽やかな風を抱かせるスウィートフルな楽曲ばかり。多彩な声の表情もぜひ楽しもう」と批評した。

## チャート成績
初週2,136枚を売り上げ、2003年2月3日付オリコン週間アルバムランキングで初登場137位を獲得。チャート登場回数は1回。

## 収録曲
| #         | タイトル                                                     | 作詞           | 作曲      | 編曲      | 時間  |
| --------- | ------------------------------------------------------------ | -------------- | --------- | --------- | ----- |
| 1.        | 「Sugar kiss」                                               | 佐藤裕美       | 上松範康  | 上松範康  | 4:43  |
| 2.        | 「星空」                                                     | 桑島由一       | milktub   | 上松範康  | 5:32  |
| 3.        | 「ラブレター」                                               | ヤマグチノボル | milktub   | 上松範康  | 4:06  |
| 4.        | 「CODA」                                                     | 菅原幸枝       | 菅原幸枝  | 菅原幸枝  | 4:11  |
| 5.        | 「smile」                                                    | 東カナタ       | 藤間仁    | 藤間仁    | 4:56  |
| 6.        | 「初恋」                                                     | 上松範康       | 上松範康  | 上松範康  | 4:07  |
| 7.        | 「STAIRS」                                                   | ふじわらしん   | 景家淳    | 景家淳    | 4:59  |
| 8.        | 「陽だまり」                                                 | 桑島由一       | 土井潤一  | 井上日徳  | 4:59  |
| 9.        | 「海辺の遥か」                                               | 桑島由一       | 景家淳    | 景家淳    | 4:38  |
| 10.       | 「ふにふに」                                                 | 上松範康       | 上松範康  | 藤間仁    | 3:12  |
| 11.       | 「げっちゅきっちゅSummer」                                   | 上松範康       | 上松範康  | 藤間仁    | 3:50  |
| 12.       | 「夢影深遠」                                                 | 上松範康       | 上松範康  | 上松範康  | 5:44  |
| 13.       | 「わたしのそらのいろ」                                       | 佐藤裕美       | 上松範康  | 上松範康  | 3:18  |
| 14.       | 「TOO LATE」                                                 | 桑島由一       | 藤間仁    | 藤間仁    | 5:01  |
| 15.       | 「君は君のままで」                                           | 菅原幸枝       | 菅原幸枝  | 藤間仁    | 4:33  |
| 16.       | 「ETERNAL MELODY 〜語り合うために〜」(Kissin' Sugar version) | 金杉肇・吉田文 | 吉田文    | 河辺健宏  | 4:20  |
| 17.       | 「空のつづき」                                               | 片岡とも       | 西脇辰弥  | 西脇辰弥  | 4:33  |
| 合計時間: | 合計時間:                                                    | 合計時間:      | 合計時間: | 合計時間: | 76:42 |

## タイアップ一覧
| 楽曲                   | タイアップ                                                                               |
| ---------------------- | ---------------------------------------------------------------------------------------- |
| 星空                   | PCゲーム『グリーングリーン』美南早苗ルートエンディングテーマ                             |
| ラブレター             | PCゲーム『グリーングリーン』朽木双葉ルートエンディングテーマ                             |
| CODA                   | プレイステーション2用専用ソフト『Thread Colors〜さよならの向こう側〜』オープニングテーマ |
| smile                  | プレイステーション2/ドリームキャスト専用ソフト『みずいろ』オープニングテーマ             |
| 初恋                   | PCゲーム『初恋』オープニングテーマ                                                       |
| STAIRS                 | PCゲーム『STAIRS』オープニングテーマ                                                     |
| ふにふに               | PCゲーム『にゃんにゃこにゃん』オープニングテーマ                                         |
| げっちゅきっちゅSummer | PCゲーム『アクアブルー』オープニングテーマ                                               |
| 夢影深遠               | PCゲーム『ヤミと帽子と本の旅人』オープニングテーマ                                       |
| わたしのそらのいろ     | OVA『みずいろ』ピンクパイナップル版オープニングテーマ                                    |
| TOO LATE               | PCゲーム『魔女のお茶会』メグミルートエンディングテーマ                                   |
| 空のつづき             | OVA『みずいろ』ムービック版オープニングテーマ                                            |